# Siergiej Iwanow (polityk)
Siergiej Borisowicz Iwanow (ros. Сергей Борисович Иванов, ur. 31 stycznia 1953 w Leningradzie) – rosyjski polityk, minister obrony Federacji Rosyjskiej w latach 2001–2007, wicepremier Rosji od 2005, od 15 lutego 2007 pierwszy wicepremier.

## Życiorys
W 1975 ukończył studia w zakresie filologii angielskiej na Wydziale Filologicznym Uniwersytetu Państwowego w Leningradzie. Po ukończeniu studiów rozpoczął pracę w KGB. W 1976 ukończył kurs w szkole KGB w Mińsku. Po krótkim okresie pracy w lokalnych strukturach KGB w Leningradzie (gdzie rozpoczęła się jego współpraca z Władimirem Putinem) został przesunięty do I Zarządu Głównego (zajmującego się wywiadem zagranicznym). W 1981 ukończył kurs w 101. Szkole I Zarządu Głównego (obecnie Akademia Służby Wywiadu Zagranicznego Federacji Rosyjskiej).
Od 1981 pracował na różnych stanowiskach w strukturze I Zarządu Głównego. Dokładny przebieg jego kariery w wywiadzie nie jest w pełni znany. Według niepotwierdzonych informacji miał on pracować jako rezydent wywiadu w radzieckich placówkach dyplomatycznych m.in. w Kenii, Finlandii i Szwecji. Miał również pracować jako II Sekretarz Ambasady ZSRR w Londynie i zostać wydalony z terytorium Wielkiej Brytanii pod zarzutem szpiegostwa, jednak ani Iwanow, ani brytyjskie Ministerstwo Spraw Zagranicznych nie potwierdzają tej informacji.
Po reorganizacji służb specjalnych na początku lat 90. znalazł się w kierownictwie Służby Wywiadu Zagranicznego utworzonej na bazie dawnego I Zarządu Głównego KGB. W SWR doszedł do stanowiska zastępcy naczelnika jednego z zarządów.
W lipcu 1998 nowo mianowany szef Federalnej Służby Bezpieczeństwa Władimir Putin zaproponował mu stanowisko swojego zastępcy. Iwanow objął jednocześnie funkcję szefa Departamentu Analiz, Prognoz i Planowania Strategicznego FSB. Od listopada 1999 pełnił funkcję sekretarza Rady Bezpieczeństwa Federacji Rosyjskiej (z rekomendacji Putina). Ze służby w FSB odszedł w stopniu generała-pułkownika.
W marcu 2001 prezydent Putin powołał go na stanowisko ministra obrony. Stał on się tym samym pierwszym w historii ZSRR i Rosji cywilnym szefem tego resortu, jednocześnie pierwszym wywodzącym się z cywilnych służb specjalnych. Od listopada 2005 był jednocześnie wiceprzewodniczącym Rządu (wicepremierem) Federacji Rosyjskiej odpowiedzialnym za bezpieczeństwo.
Jako szef resortu obrony współodpowiedzialny był za prowadzoną przez władze rosyjskie politykę wobec Czeczenii. Obrońcy praw człowieka i niezależni obserwatorzy zarzucają mu, że kontrolowana przez niego armia rosyjska dopuściła się wielu zbrodni i przestępstw na terytorium Czeczenii.
15 lutego 2007 został przez prezydenta Putina odwołany ze stanowiska ministra obrony i jednocześnie powołany na funkcję pierwszego wicepremiera rządu rosyjskiego.
10 kwietnia 2010 roku, decyzją premiera Putina, został wiceprzewodniczącym specjalnej rosyjskiej komisji rządowej do zbadania przyczyn katastrofy polskiego Tu-154 w Smoleńsku (wraz z gen. Siergiejem Szojgu i gen. lotn. Tatjaną Anodiną).
Iwanow uważany jest za jednego z najbardziej wpływowych polityków w najbliższym otoczeniu prezydenta Putina i nieformalnego lidera środowiska siłowików (urzędników centralnego aparatu władzy wywodzących się ze służb specjalnych i armii). Został odznaczony Orderem „Za zasługi dla Ojczyzny” I, II i IV klasy, Orderem Aleksandra Newskiego, Honoru, Czerwonej Gwiazdy i innymi.